# Belagerung von Saragossa (1808)
Bailén –  Roliça –Vimeiro – Saragossa (1808) – Burgos (Gamonal) – Medina de Rioseco – Espinosa –  Tudela – Somosierra – Saragossa (1809) – La Coruña – Torres Vedras – Valls – Braga –  Oporto –  Talavera – Ocaña – Gerona – Ciudad Rodrigo (1810) – Buçaco – Gévora – Barrosa – Badajoz (1811) – Fuentes de Oñoro – La Albuera – Tarragona (1811) – Sagunt (Murviedro) – Ciudad Rodrigo (1812) – Badajoz (1812) –  Majadahonda – Salamanca – García Hernández –  Venta del Pozo – Vitoria – 
Sorauren – San Sebastián – Bidassoa
Die Belagerung von Saragossa fand während der Napoleonischen Kriege auf der Iberischen Halbinsel statt. Eine französische Armee belagerte die Stadt, unternahm mehrmals den Versuch der Erstürmung und musste letztlich am 13. August 1808 die Belagerung aufheben.

## Die Ausgangslage
General Bon-Adrien-Jeannot de Moncey befehligte eine französische Armee, die Napoleon nach Spanien verlegt hatte, um die Aufstände gegen seine Herrschaft niederzuschlagen. Im Juni erklärte Generalkapitän José de Palafox y Melci den Franzosen den Krieg und führte die Bevölkerung Aragons in einen Aufstand. Moncey rückte mit 15.500 Mann auf Saragossa vor. Die Stadt war wegen ihrer relativen Nähe zu Frankreich, ihrer Funktion als Hauptstadt Aragons und ihrer Position zwischen Madrid und Barcelona von großer strategischer Bedeutung.

## Ablauf
Spanische Abteilungen versuchten die Zugangswege zur Stadt zu halten, sie wurden aber mühelos von den französischen Truppen zurückgeschlagen. Palafox’ Bruder traf mit seiner Vorhut bei Alagón auf die Franzosen, wurde aber ebenfalls schnell mit seinen Männern in die Flucht geschlagen. Er begab sich zurück nach Saragossa, um die Verteidigung der Stadt zu übernehmen.
Saragossas Festung war nur schwach befestigt. Moncey nahm die Stadt unter Artilleriefeuer und versuchte erfolglos die Erstürmung. Nach einem langen Nachtgefecht an den Stadttoren (Portillo, Puerta del Carmen und Santa Engracia) wurden die Franzosen zurückgeschlagen.
Ende Juni erhielten die Franzosen 3.500 Mann und mehrere frische Batterien Verstärkung. Ein Monat blutiger Kämpfe schloss sich an, in dem die Franzosen große Teile der Stadt in Trümmer legten und andere im Sturm nahmen, nur um in heftigen Straßenkämpfen wieder hinausgedrängt zu werden. Am 25. Juni übernahm General Jean-Antoine Verdier das Kommando über die französischen Kräfte. Am 11. Juli begannen die Franzosen, eine Brücke über den Ebro zu bauen, um die Stadt auch von der anderen Flussseite her einschließen zu können. Nach einer Verwundung am 4. August musste Verdier das Kommando an General Charles Lefebvre-Desnouettes abgeben.
Am 8. August gelang es General Palafox, mit einem Ausfall den Belagerungsring zu brechen, daraufhin hoben die Franzosen nach 61 Tagen die Belagerung auf und rückten in der Nacht vom 13. auf den 14. August ab. Bei ihrem Abzug sprengten sie die von ihnen errichtete Brücke sowie das Kloster Santa Engracia.
Der erfolgreiche Widerstand machte Palafox und die Zivilistin Agustina de Aragón zu Nationalhelden. Saragossa sollte noch Ziel einer weiteren, erfolgreichen französischen Belagerung vom 20. Dezember 1808 bis zum 20. Februar 1809 werden.

### Rezeption
Heinrich von Kleist feierte den General Palafox in seinem Gedicht „An Palafox“

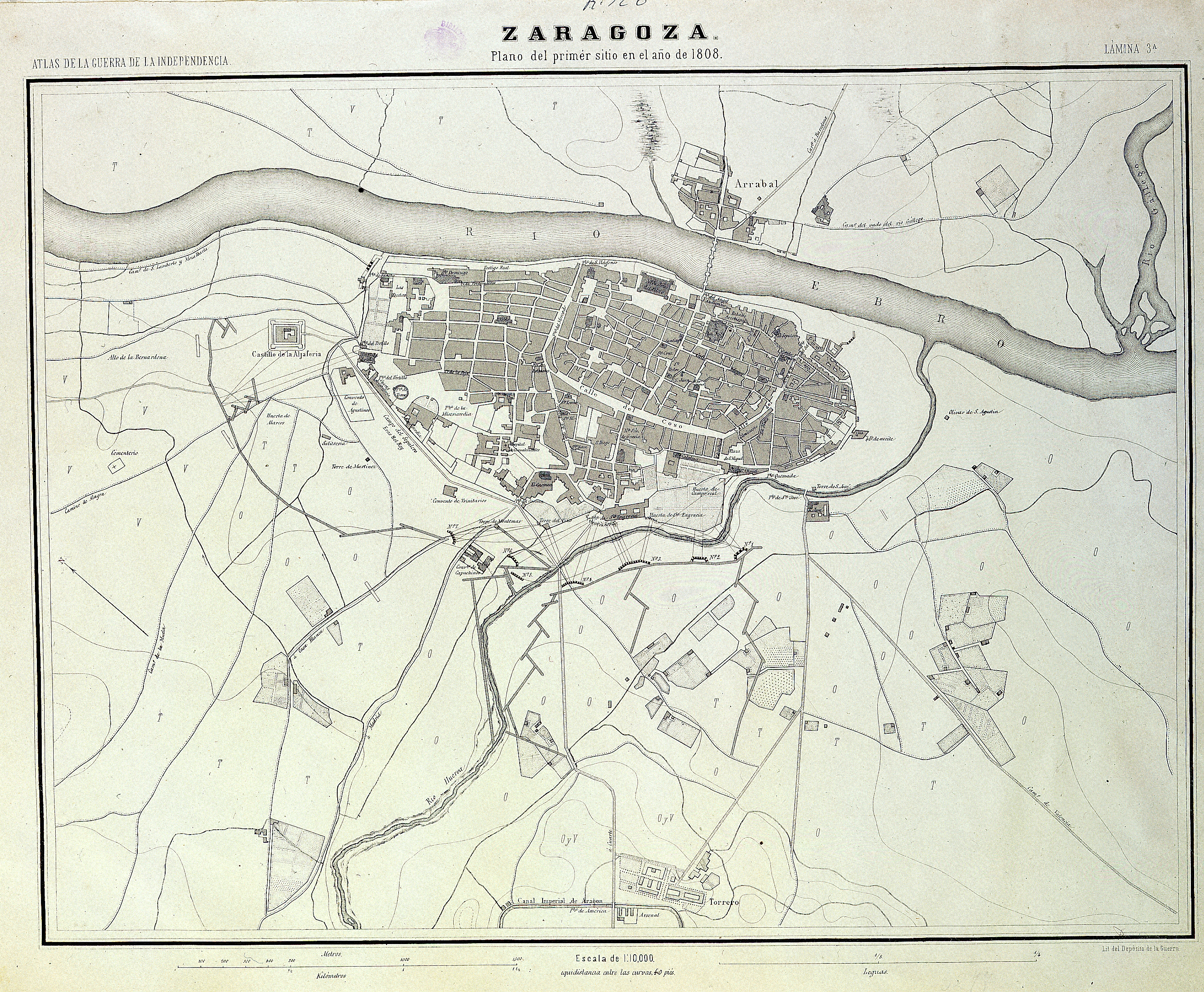
Karte der ersten Belagerung Saragossas
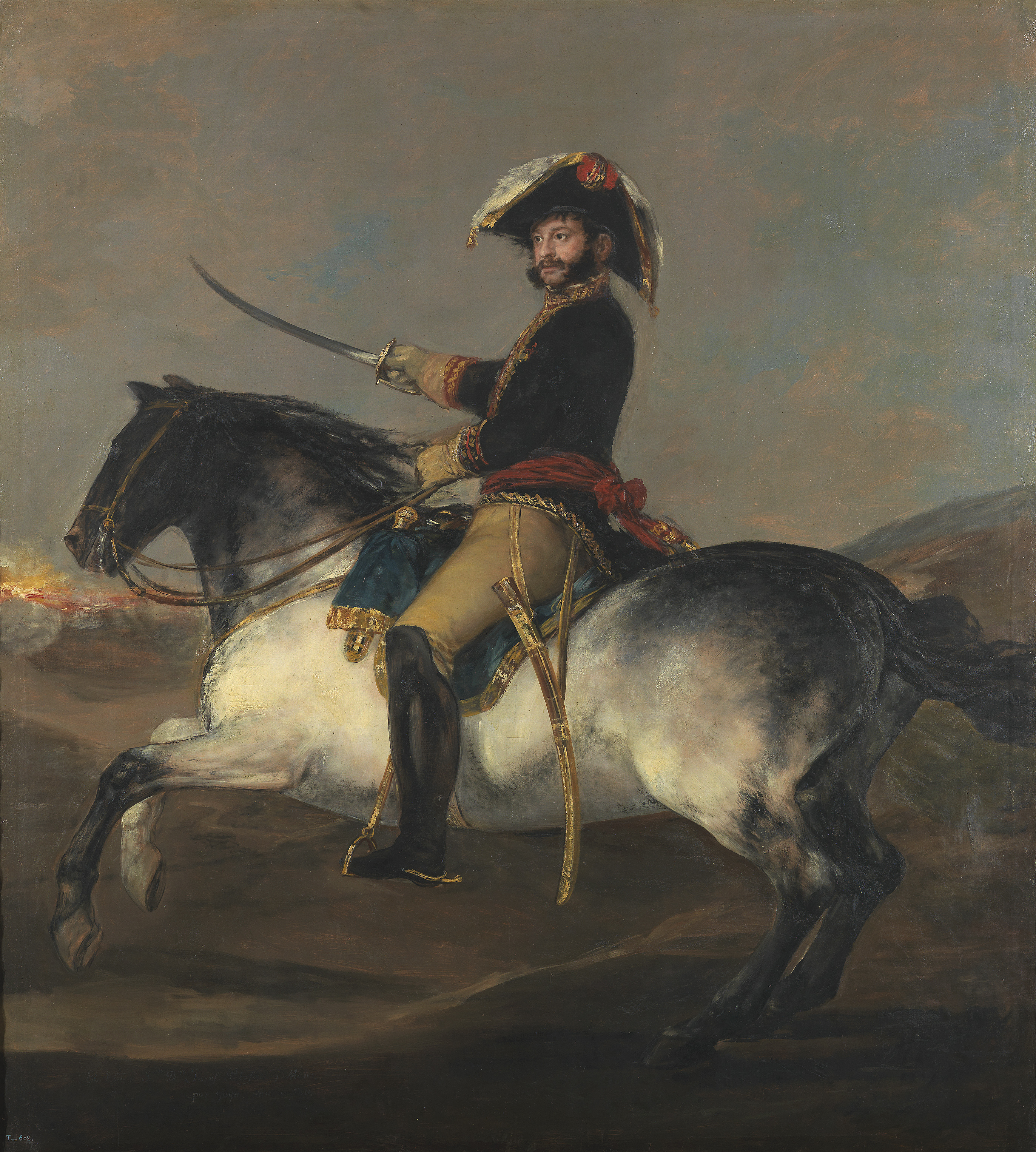
José de Palafox y Melzi
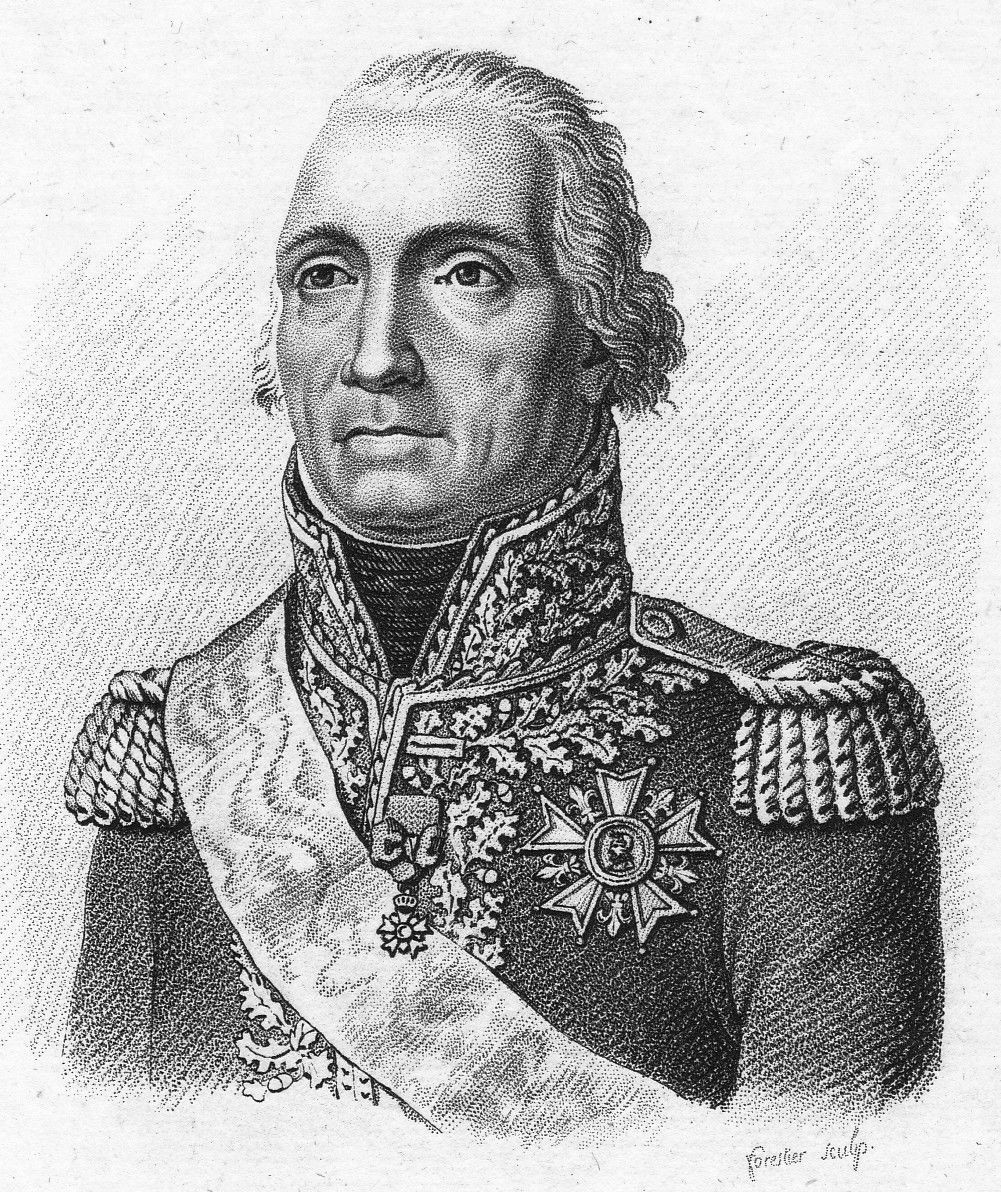
Bon-Adrien-Jeannot de Moncey
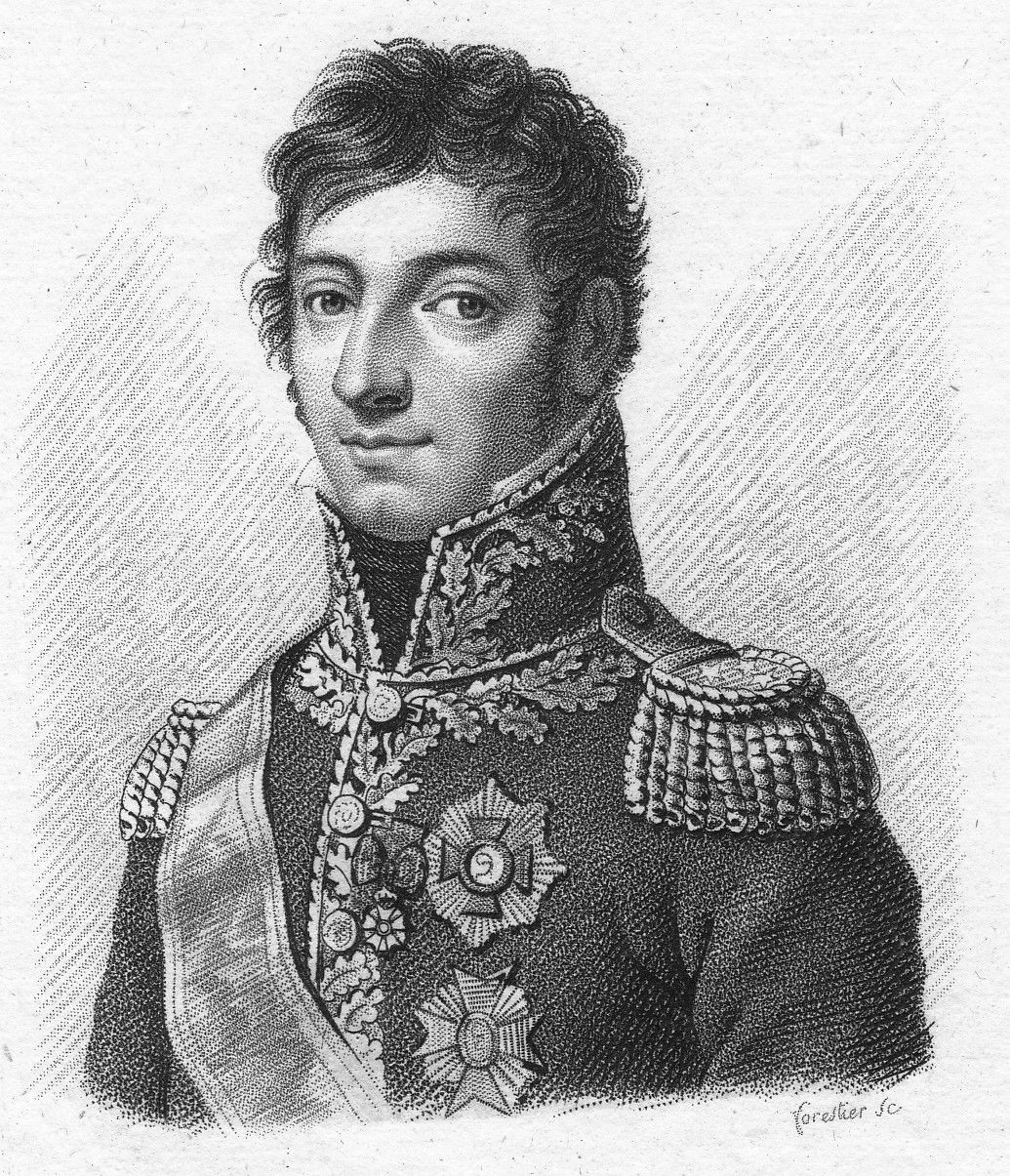
Charles de Lefebvre
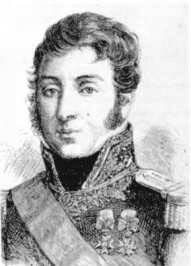
Jean-Antoine Verdier